# تپه تات باغی ۱
تپه تات باغی ۱ مربوط به سده‌های متاخر دوران‌های تاریخی پس از اسلام است و در شهرستان ایجرود، بخش مرکز ی، دهستان گلابر، ۲۳۷۰ متری جنوب شرقی روستای جوقین واقع شده و این اثر در تاریخ ۱۵ دی ۱۳۸۷ با شمارهٔ ثبت ۲۴۰۸۸ به‌عنوان یکی از آثار ملی ایران به ثبت رسیده‌است.